# Heiligtum bei Symi

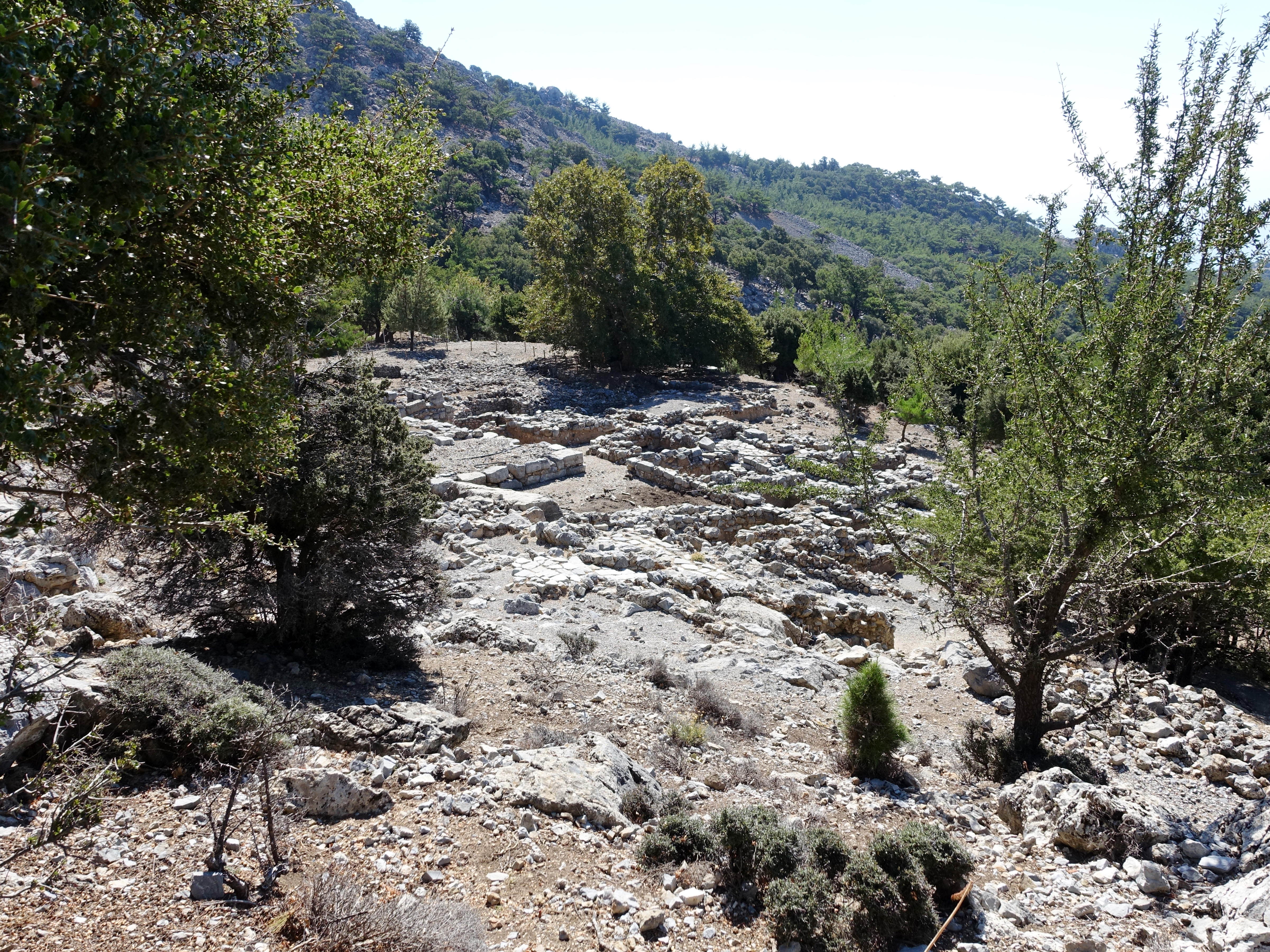
Ausgrabungsstätte des Höhenheiligtums

Das Heiligtum bei Symi (griechisch Ιερό στη Σύμη Iero sti Symi) war ein von der minoischen bis in die römische Zeit bestehendes Höhenheiligtum im Süden der griechischen Insel Kreta. In griechisch-römischer Zeit wurden hier die Götter Hermes und Aphrodite verehrt. Das Heiligtum wurde im September 1972 bei Bauarbeiten an einer kleinen Straße entdeckt und von 1972 bis 2003 von Angeliki Lebessi ausgegraben.

## Lage
Die Ausgrabungsstätte des Heiligtums, dessen Gesamtfläche auf 9350 m² geschätzt wird, befindet sich im Osten der Gemeinde Viannos im waldreichen Gebiet von Krya Vrysi (Κρύα Βρύση ‚Kalte Quelle‘). Das mit Kiefern und Eichen bestandene und von einem kleinen Wasserlauf durchzogene, nach Süden abfallende Plateau auf einer Höhe von etwa 1130 Metern liegt an der Südseite der bis zu 2009 Meter hohen Pratolitsa-Berge (Πρατολιτσά), einem Teil des Dikti-Gebirges. Der 2148 Meter hohe Gipfel des Dikti (Δίκτη) oder Spathi (Σπαθί) im Norden ist 6,9 Kilometer entfernt. Zu erreichen ist das Heiligtum über eine Serpentinenstraße vom 1,4 Kilometer südwestlich gelegenen kleinen Ort Kato Symi (Κάτω Σύμη). Die Südküste Kretas bei Sidonia (Σιδωνία) liegt in einer Entfernung von ungefähr 7,9 Kilometern. Die nächsten größeren Orte sind Ano Viannos 8,2 Kilometer westlich und Ierapetra 23,5 Kilometer im Osten.

## Geschichte

### Prähistorische Zeit

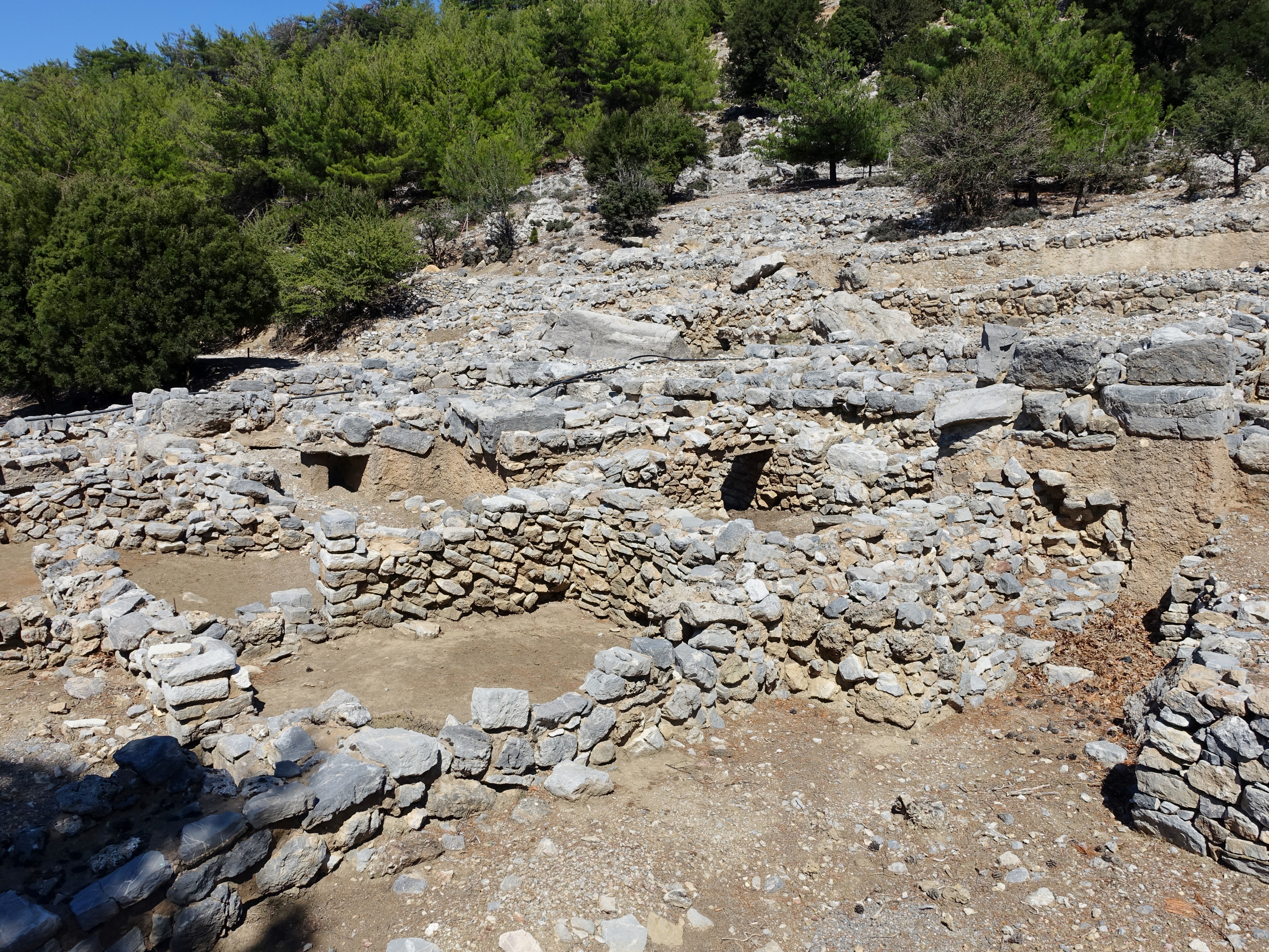
Blick Richtung Altar

Erste Hinweise auf die Existenz des Heiligtums stammen aus der mittelminoischen Phase MM II der Altpalastzeit um etwa 1700 v. Chr. Aus MM III sind einige Strukturen erhalten, die später umgebaut und ergänzt wurden. Es konnten Wände eines Schreins aus MM III B freigelegt werden, die bis zu einer Höhe von 30 cm erhalten waren. Eine später blockierte Tür verband zwei Räume mit Gipsböden. Auf einem umlaufenden niedrigen Bankaltar aus Stein im westlichen Raum standen steinerne Opfergefäße, davon zwei mit Linear-A-Inschriften. In beiden Räumen befanden sich diverse Kultvasen, Spenderöhren und konische Tassen aus Terrakotta, die die zeitliche Zuordnung ermöglichten.

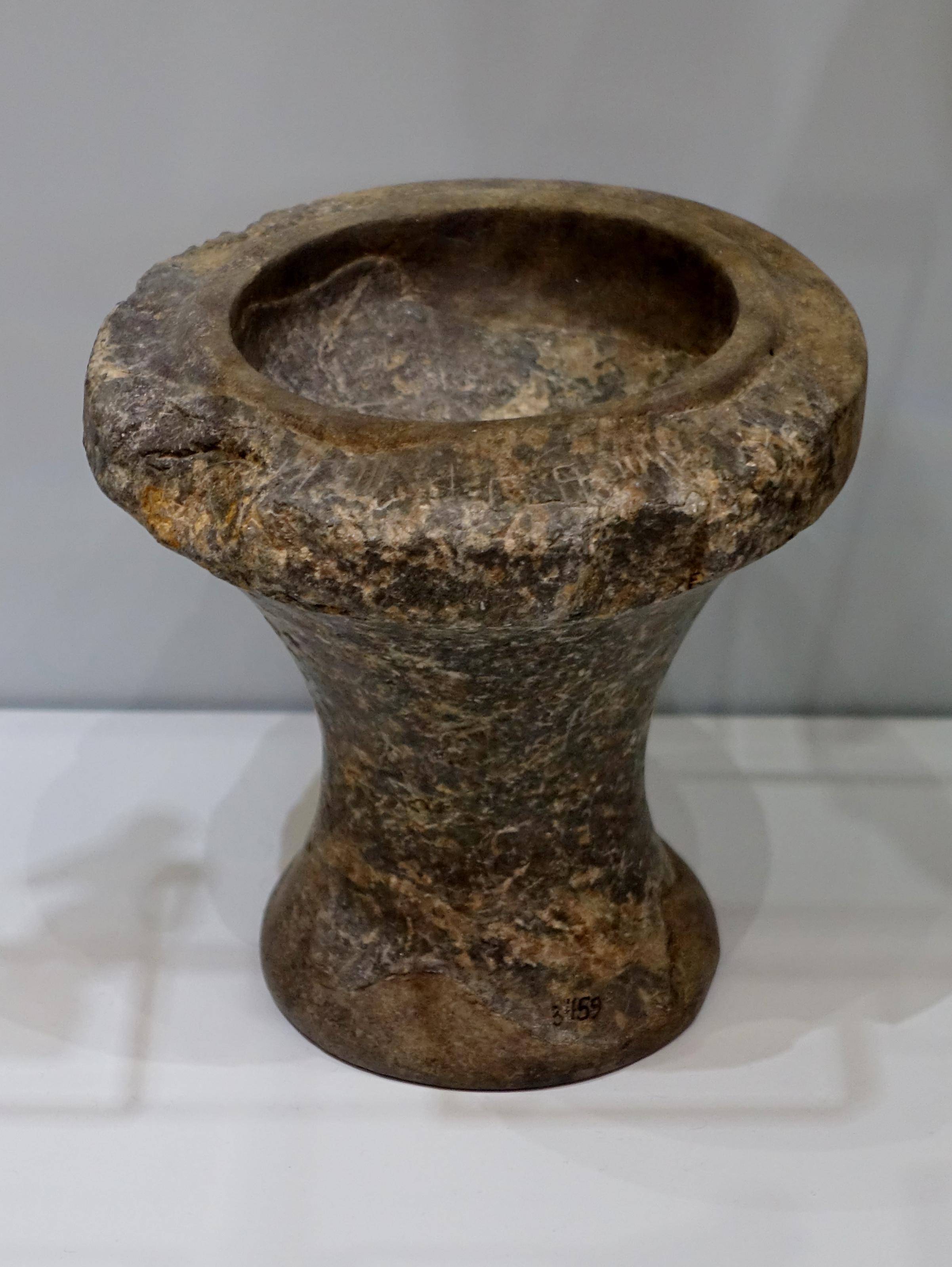
Trankopfergefäß aus Stein mit Linear-A-Inschrift

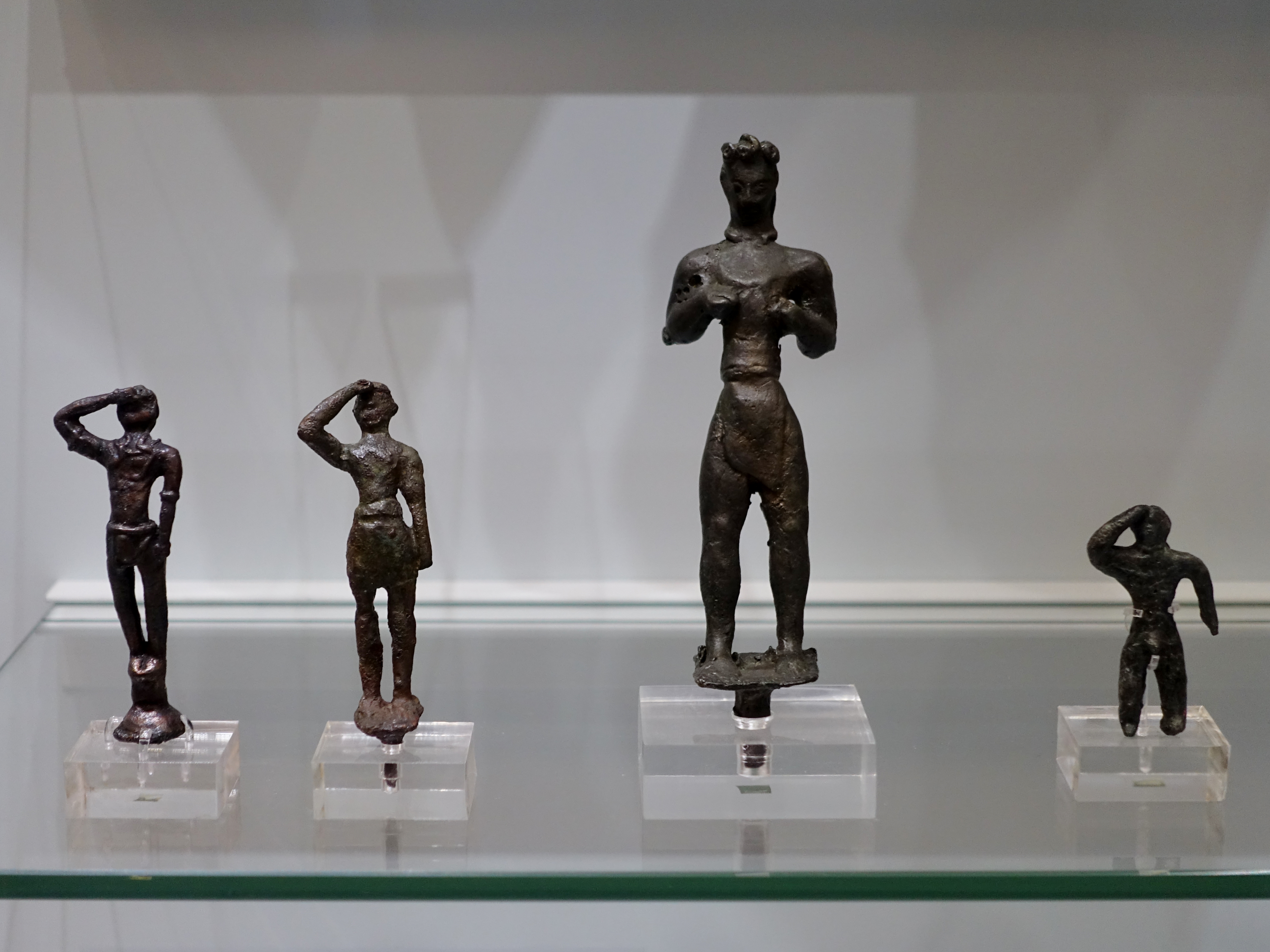
Adorantenidole aus Bronze

Südöstlich des Altars wurde ein reichhaltiges MM III B / SM I A-Stratum mit drei Räumen eines größeren Gebäudes erfasst, dessen verputzte Mauern noch eine Höhe bis zu einem Meter aufwiesen. Hier fanden sich in Verbindung mit einem Podest auf dreieckiger Grundfläche Tonvasen, sogenannte Kelche, und Steingefäße. Die südlich angrenzenden Räume und ein hypaithraler Plattenboden gehörten vermutlich zum selben Gebäude. Sie waren von einer dicken Brandschicht bedeckt. In den Gebäuderesten befanden sich zahlreiche Votive, unter anderem bronzene Idole von Adoranten aus SM III, Terrakotta-Tieridole derselben Phase, ein neupalastzeitliches Siegel mit der Darstellung zweier Fische und eine kleine eherne Votiv-Doppelaxt.

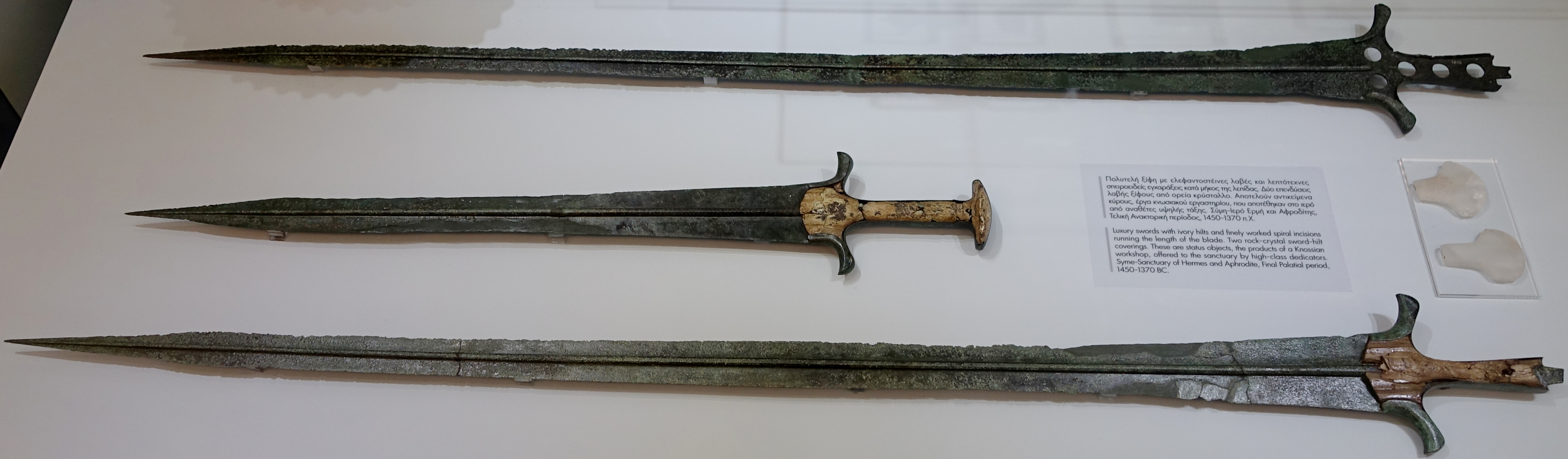
Kretomykenische Bronzeschwerter

Auch westlich des Altars stand ein Gebäude aus MM III B / SM I A, in dem eine große Anzahl von Opfergefäßen aus Stein entdeckt wurden, darunter ein Fragment mit drei Zeichen in Linearschrift A. Erwähnenswert ist auch ein neupalastzeitliches linsenförmiges Siegel aus diesem Bereich, auf dem eine laufende Ziege und ein zweileibiger Dämon im Knielaufschema dargestellt sind. Minoische Fundstücke aus späteren, historischen Fundschichten des Heiligtums, wie zwei männliche Bronzeidole aus SM I, Siegel der Neupalastzeit und drei kretomykenische Bronzeschwerter, weisen auf die offenkundige teilweise Wiederverwendung früherer Votivgaben. Aus der Neupalastzeit stammt eine rechteckige Einfriedung westlich der heiligen Quelle im Norden von etwa 530 m² mit einem quadratischen Podium in der Mitte.

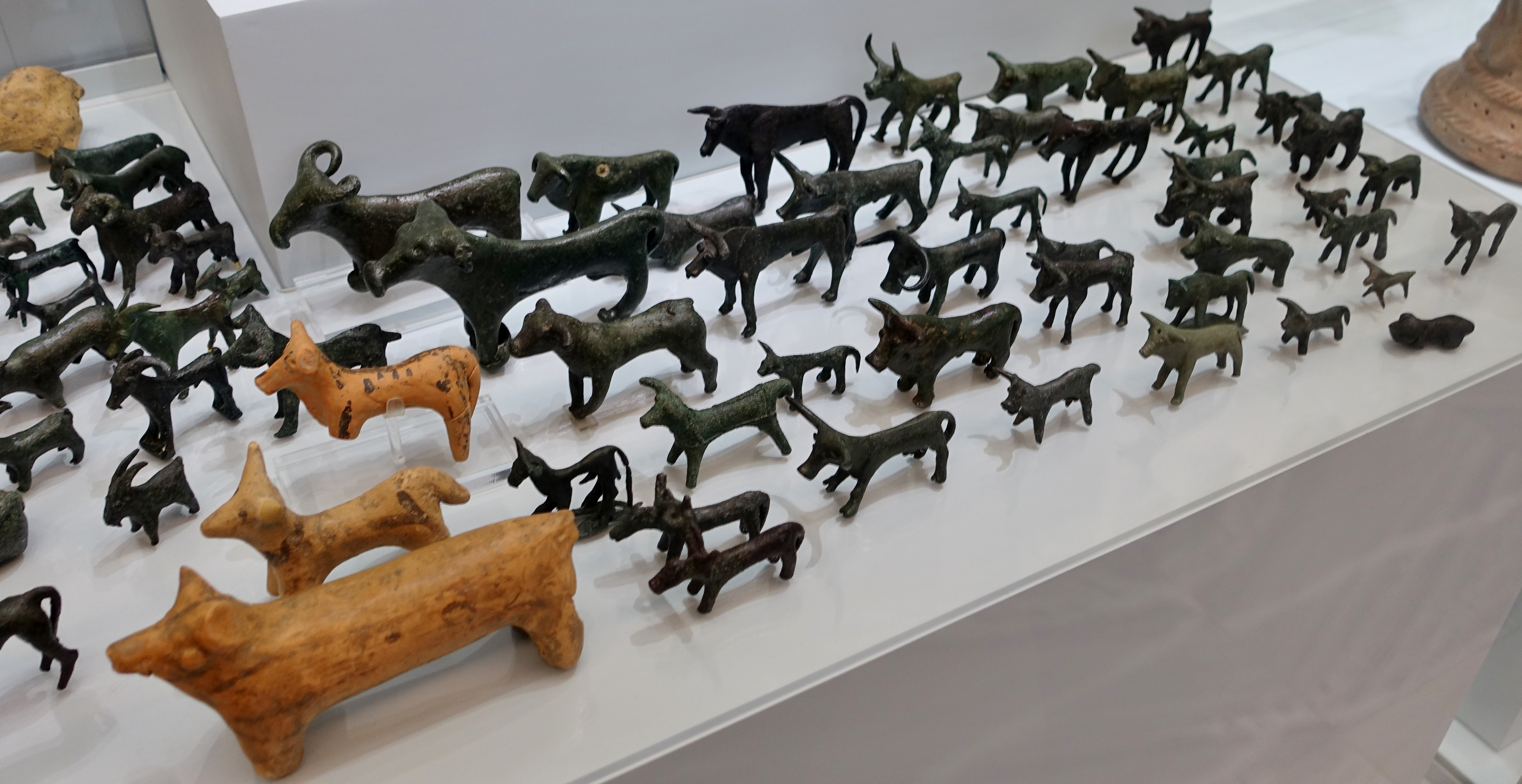
Tierfiguren aus Ton und Bronze

In minoischer Zeit scheint eine männliche Gottheit verehrt worden zu sein. Es gab Brandopfer von Tieren, Kultmahle und flüssige Opfergaben auf den gestuften Terrassen unter freiem Himmel. Die ersten Gebäude im südlichen Bereich waren Hilfsgebäude zum Aufenthalt von Priestern und Gläubigen. Eine wesentliche Rolle beim Kult spielte das Quellwasser des Heiligtums. Gegenstände wie die für die minoische Zeit als Opfergaben charakteristischen Tierfiguren aus Ton und Bronze lagen in einer Brandschicht unter dem Altar, wo sie während der langen Zeit der Nutzung mit späteren Votiven vermischt wurden. Infolge der Störung der Stratigrafie durch abfließendes Wasser am Berghang sowie die Bauarbeiten an der Straße, die zur Entdeckung des Heiligtums führten, konnten bestimmte Fundstücke nur auf Grund ihres Stils zeitlich zugeordnet werden.

### Historische Zeit

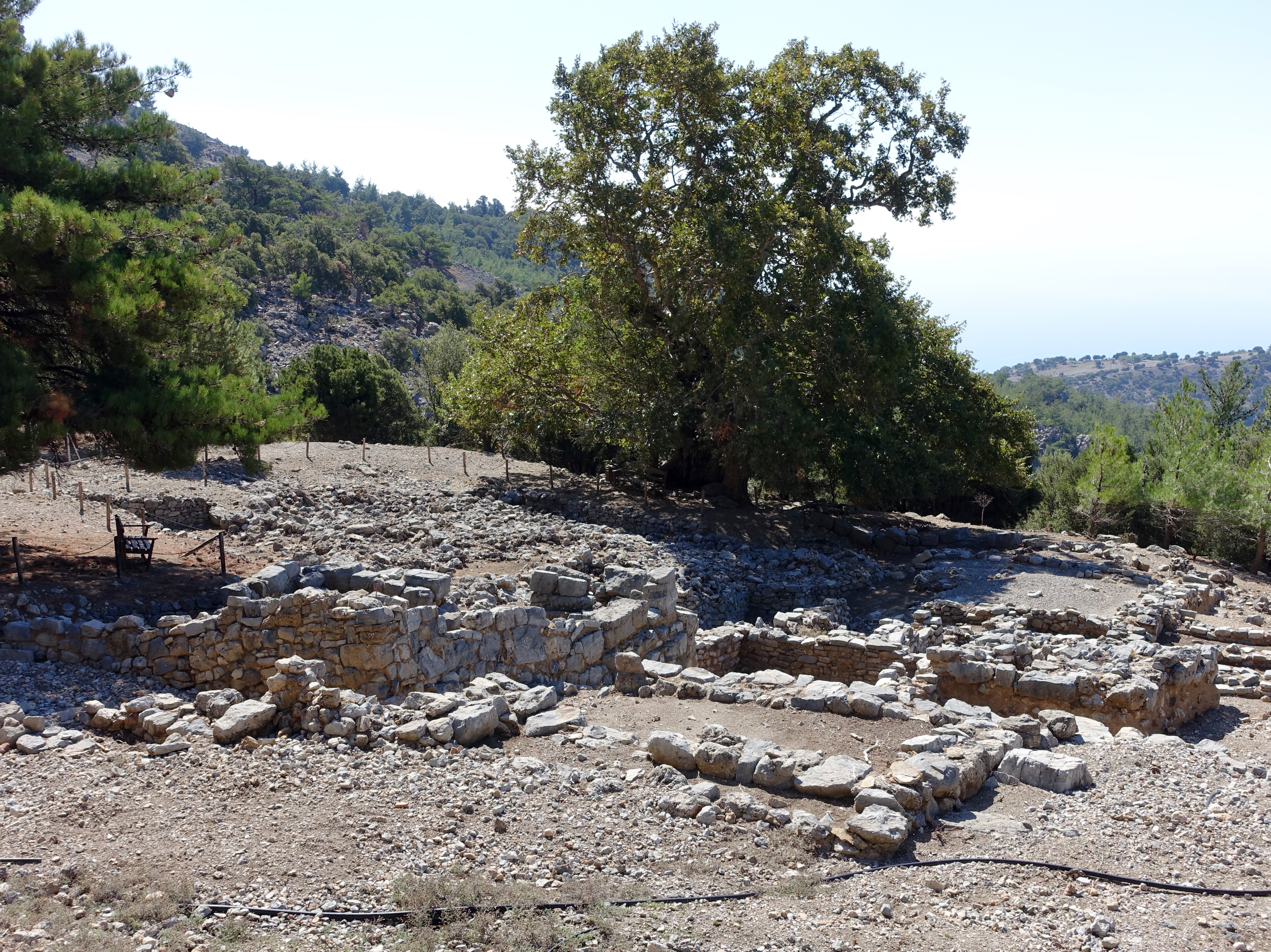
Römischer Bau hinter dem Podium

In subminoischer und geometrischer Zeit wurden im Süden des Heiligtums Terrassen und oberhalb der Terrassen ein Bothros für Brandopfer angelegt. Oberhalb des nördlichen Podiums entstand in der archaischen Zeit des 6. Jahrhunderts v. Chr. ein neues Gebäude unbekannter Funktion. Das Wasser der Quelle wurde im gleichen Zeitabschnitt künstlich kanalisiert. In klassischer Zeit, im 5. Jahrhundert v. Chr., kam es zur Restaurierung des archaischen Gebäudes, einschließlich der Errichtung einer Stützmauer. An der südöstlichen Ecke des neupalastzeitlichen Podiums wurde in der hellenistischen zweiten Hälfte des 2. Jahrhunderts v. Chr. ein einzelliger Naïskos angelegt, der von einem nachfolgenden 2,65 × 2,85 m großen römischen Bau überlagert ist.
Ab subminoischer (protogeometrischer) Zeit scheint das Heiligtum eine überregionale Rolle gespielt zu haben. Diese scheint im Laufe der archaischen und klassischen Zeit etwas zurückgegangen zu sein, ohne dass die Nutzungsintensität des Heiligtums selbst wesentlich nachgelassen hätte. Im Gegenteil fand sich, anders als frühere Berichte zu den Ausgrabungen vermuteten, durchaus reichhaltige Keramik aus diesen Phasen. Im 4. Jahrhundert zeigt sich noch einmal ein weiterer Rückgang in der Vielfalt der Keramikfunde, was daraus resultieren könnte, dass zu dieser Zeit das Heiligtum bei Symi durch eine einzige Stadt dominiert und kontrolliert wurde. Während dem Hellenismus änderte sich dies jedoch wieder und es sind vielfältigere Einflüsse nachweisbar. In römischer Zeit erlebte das Heiligtum schließlich einen deutlichen Niedergang und geriet spätestens mit der Christianisierung des Römischen Reiches außer Nutzung.

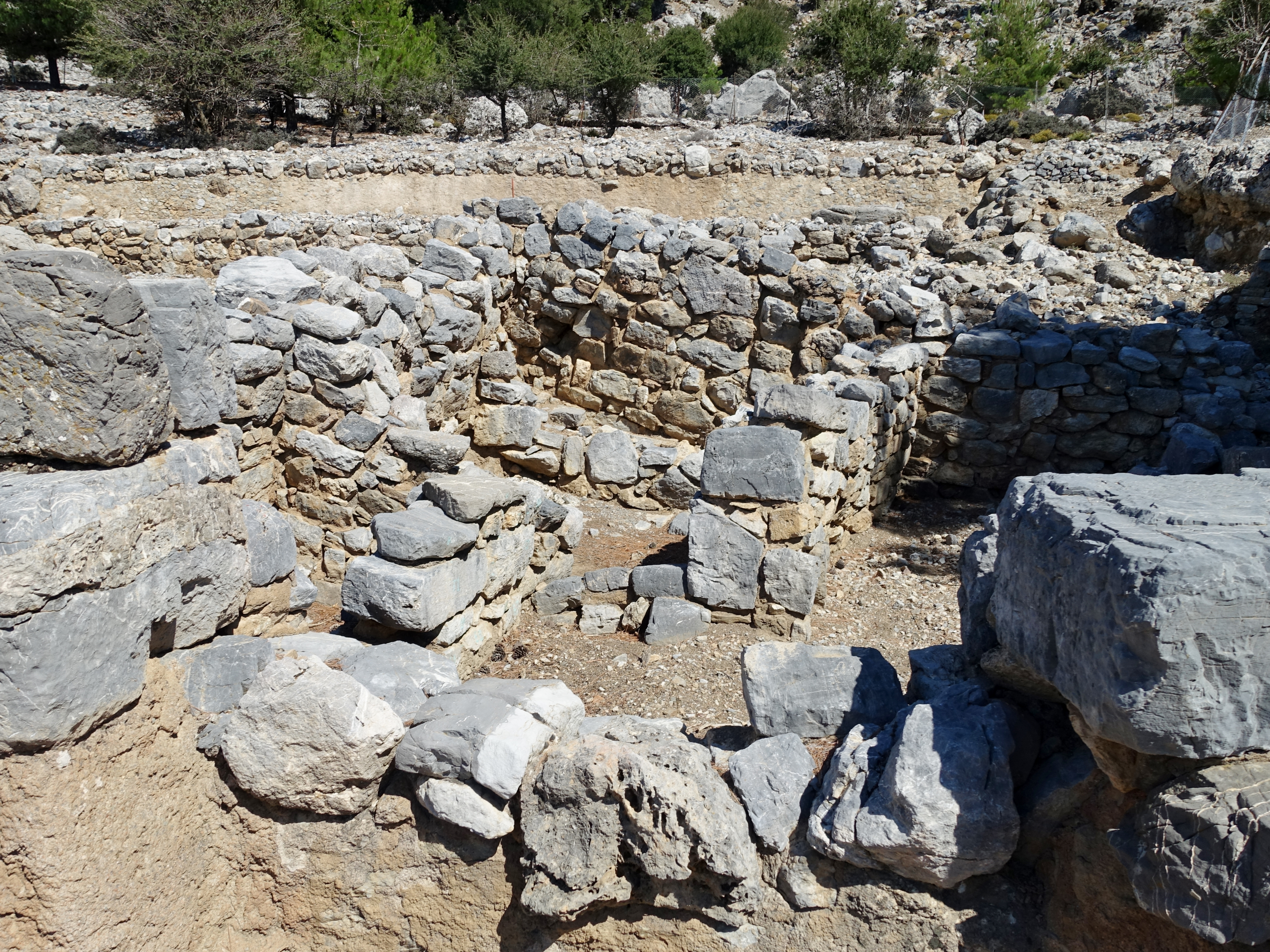
Hellenistischer Naïskos innerhalb des römischen Baus

Während der Kult der minoischen Zeit nicht rekonstruiert werden kann, ergibt sich aus den Fundstücken, dass in historischer Zeit im Heiligtum bei Symi die Götter Hermes und Aphrodite verehrt wurden. Sie gelten mitunter als Nachfolger der minoischen Vegetationsgöttin und ihres Paredros. Das Heiligtum wurde, wie aus Inschriften auf Dachziegeln hervorgeht, von Kultteilnehmern der benachbarten Poleis Lyttos, Priansos, Hierapytna und Arkades aufgesucht. Vermutlich grenzten die Gebiete dieser Poleis, wie auch das von Biannos, an das heilige Land. Die Nennung einer lyttischen Phyle der Lasynthioi in einer Inschrift deutet darauf hin, dass Lyttos die Verantwortung für den Kult und die Verwaltung des Heiligtums innehatte. Fraglich ist die Identifizierung des Kultortes mit dem bei Ptolemaios genannten Heiligen Berg (altgriechisch Ἱεϱὸν ὄϱος Hieron oros) zwischen Inatos und Hierapytna. Hierbei dürfte es sich um den Berg Dikte handeln, an dessen Nordwestseite die Diktäische Grotte und südlich von ihm das Heiligtum von Symi lagen.

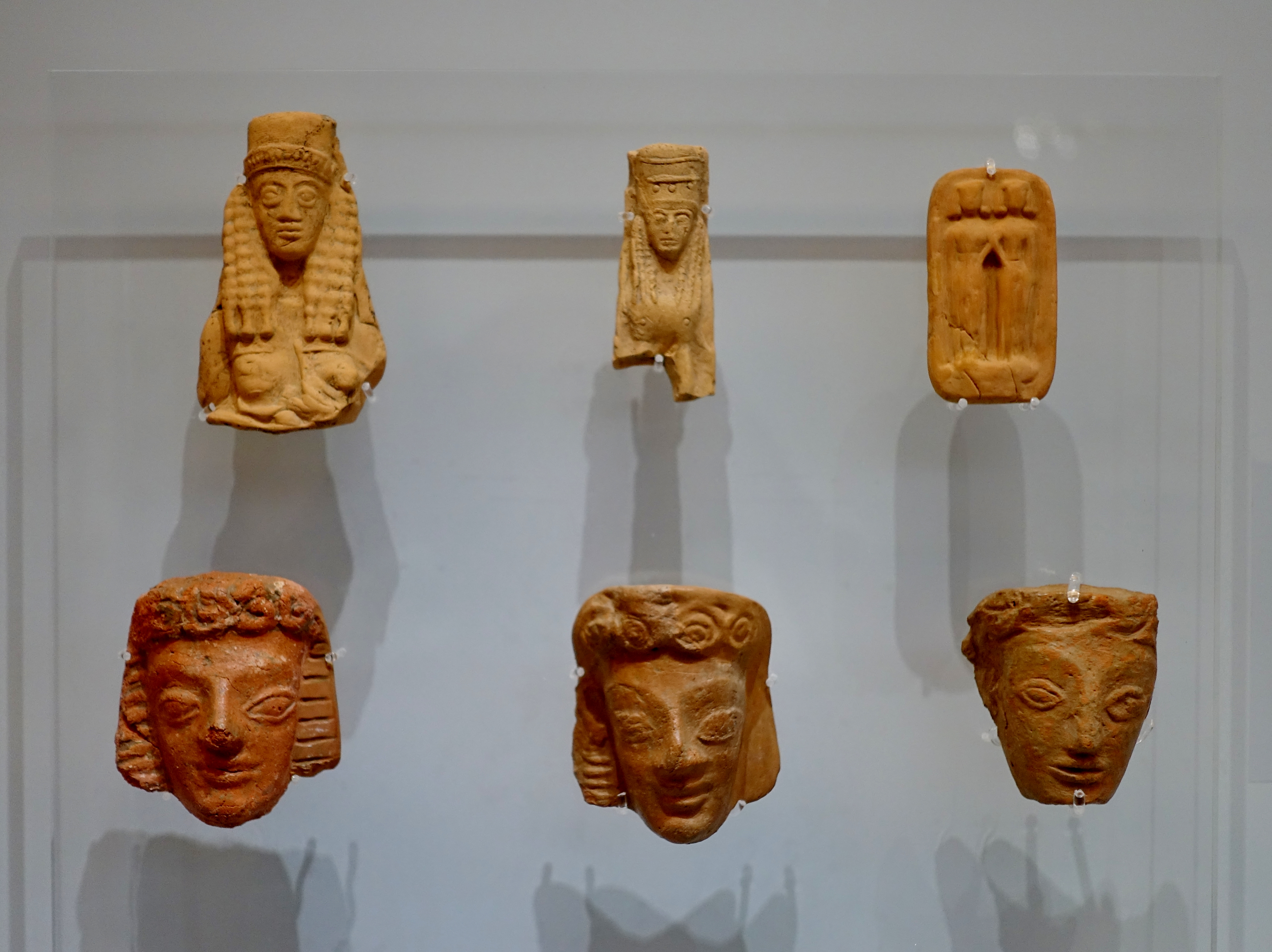
Figurinenköpfe aus dem Heiligtum

Zu den nachminoischen Funden gehören die Hälfte einer doppelten Vase in Form eines männlichen Kopfes aus subminoischer Zeit, viele weibliche Figuren der protogeometrischen Periode und eine weibliche Bronzefigur aus frühgeometrischer Zeit, die orientalische und minoische Elemente enthält. Ein wichtiger Fund der spätgeometrischen Periode ist eine Gruppe von zwei ithyphallischen Figuren, die zu einem gewissen Grad typologisch mit einigen eisenzeitlichen Gruppen aus Kleinasien assoziiert werden können und die in direktem Zusammenhang mit ähnlichen aus dem 7. Jahrhundert aus Sizilien steht. Vom Ende dieser Zeit stammt eine kopflose weibliche Tonfigur. Viele Fragmente eines Dreifußes, verziert mit dem wiederholten Motiv zweier Greifen, die den Heiligen Baum flankieren, wurden in der Gegend verstreut gefunden. Trotz seiner Verbindung mit zypriotischen Dreifüßen deuten einige Unterschiede darauf hin, dass es sich um ein kretisches Werk handelt, das sich an zypriotischen Prototypen orientiert.

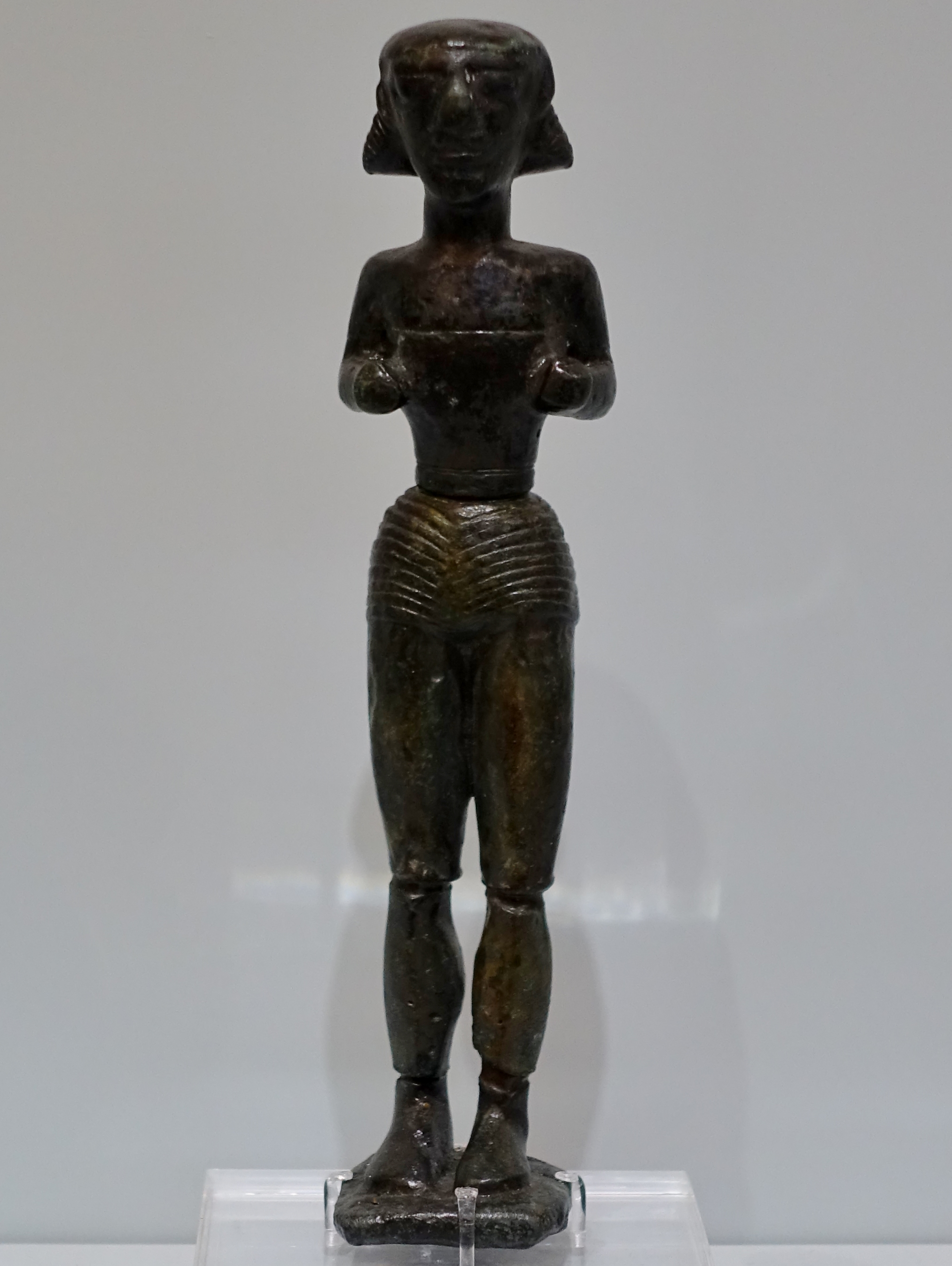
Bronzekouros aus der orientalisierenden Periode

Aus dem 7. Jahrhundert stammen zahlreiche Bronzefiguren als Götter- oder Anbeterdarstellungen. Zur frühen orientalisierenden Periode gehört die Figur eines Mannes, der einen Kilt trägt und eine viersaitige Leier hält, vielleicht eine frühe Darstellung von Hermes, dem Erfinder des Instruments. Der mittleren orientalisierenden Zeit gehört ein intakter Kouros an, der ebenfalls einen Kilt trägt und seine Arme in einer Anbetungsgeste hält. Die Form des Kopfes und die Anordnung der Haare einer männlichen Statuette aus derselben Zeit deuten auf ägyptische Einflüsse auf die Kunst Kretas im 7. Jahrhundert. Zum Ende der mittleren und der späten orientalisierenden Periode gehören jeweils ein Bogenschütze und ein kleiner Kouros. Die Figur eines Zentauren aus der späten orientalisierenden Zeit zeigt einen gewissen korinthischen Einfluss Ende des 7. Jahrhunderts v. Chr.

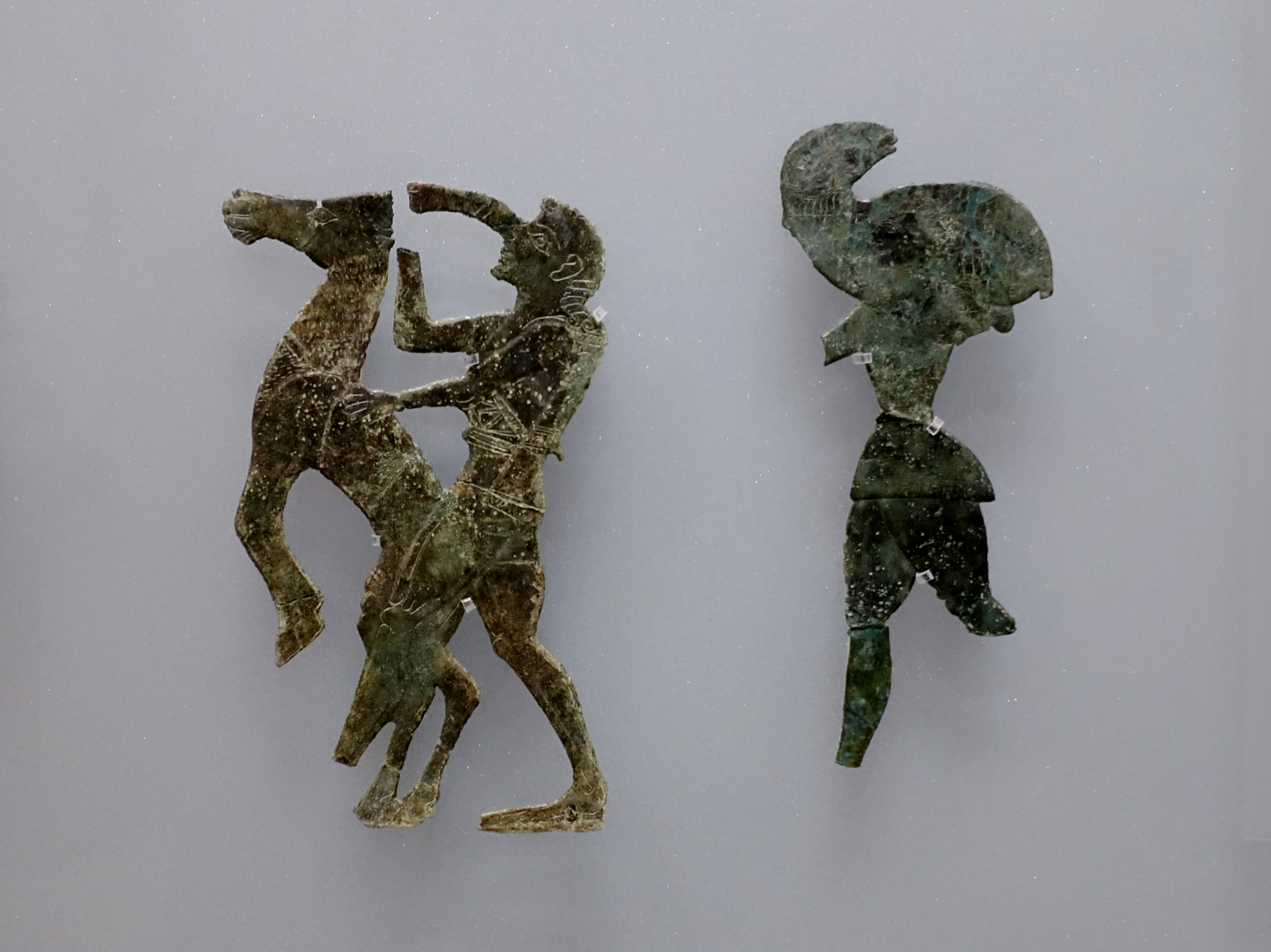
Gravierte Bronzeplatten

Von großer Bedeutung für die Geschichte der kretischen Kunst und für die Geschichte des Heiligtums selbst sind die auf seinem Gebiet gefundenen gravierten und ausgeschnittenen Bronzeplatten aus der Zeit vom 7. bis zur Mitte des 5. Jahrhunderts v. Chr. Die Art der Fundstücke legt nahe, dass es sich um separate Opfergaben handelte und nicht um dekorative Anhänge, die an einem größeren Objekt angebracht waren. Einige von ihnen stellen männliche Anbeter dar, die ein Tier oder einen Teil davon zum Opfer bringen. Andere könnten den Gott Hermes wiedergeben. Einige männliche Figuren sind mit Bogen und Köcher bewaffnet. Ikonografische Elemente der Figuren, die dem oben erwähnten Zentauren gemeinsam sind, weisen auf die Existenz einer Werkstatt hin, in der sowohl Figuren als auch Plaketten hergestellt wurden.

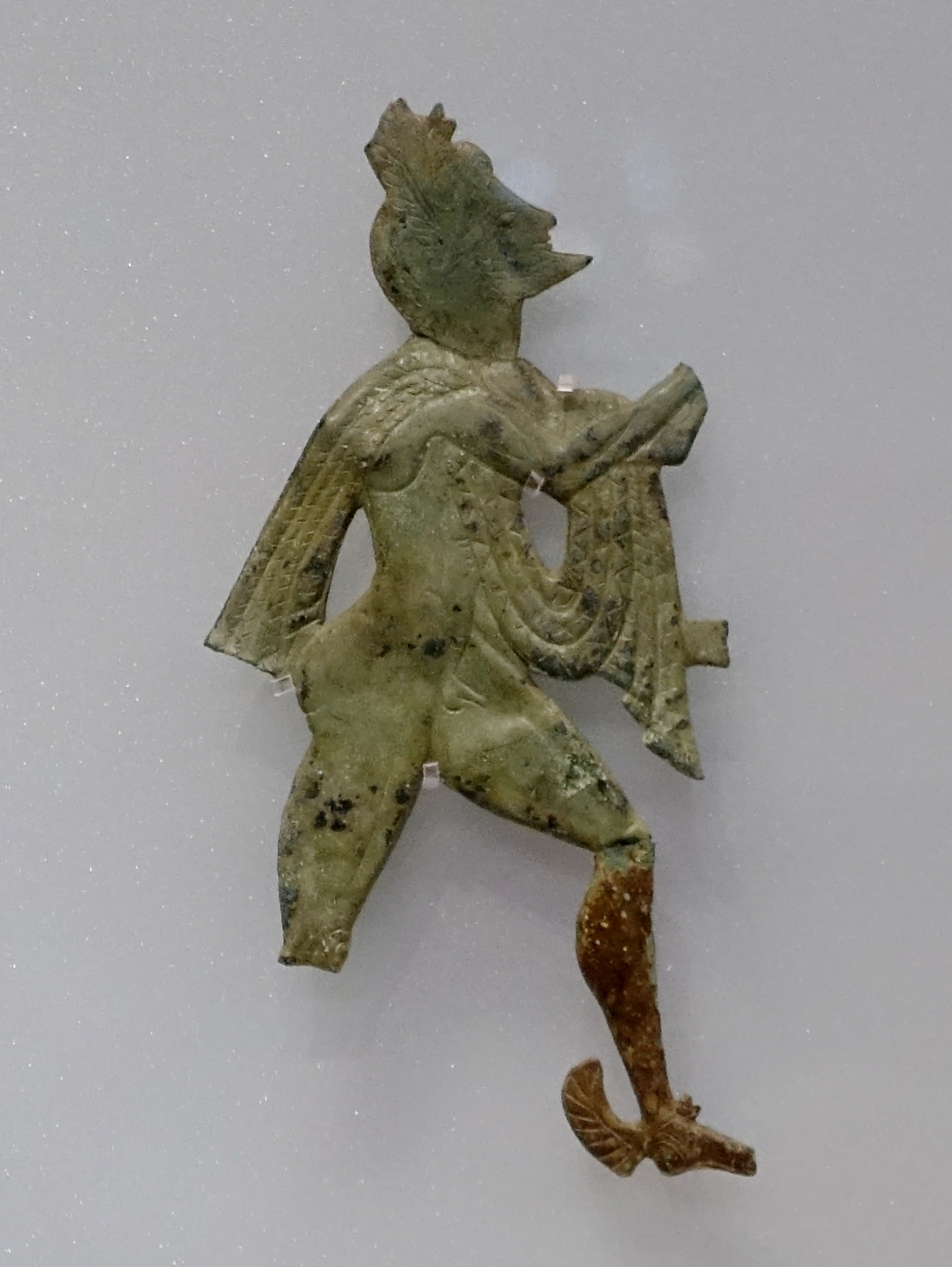
Bronzeplatte des Hermes

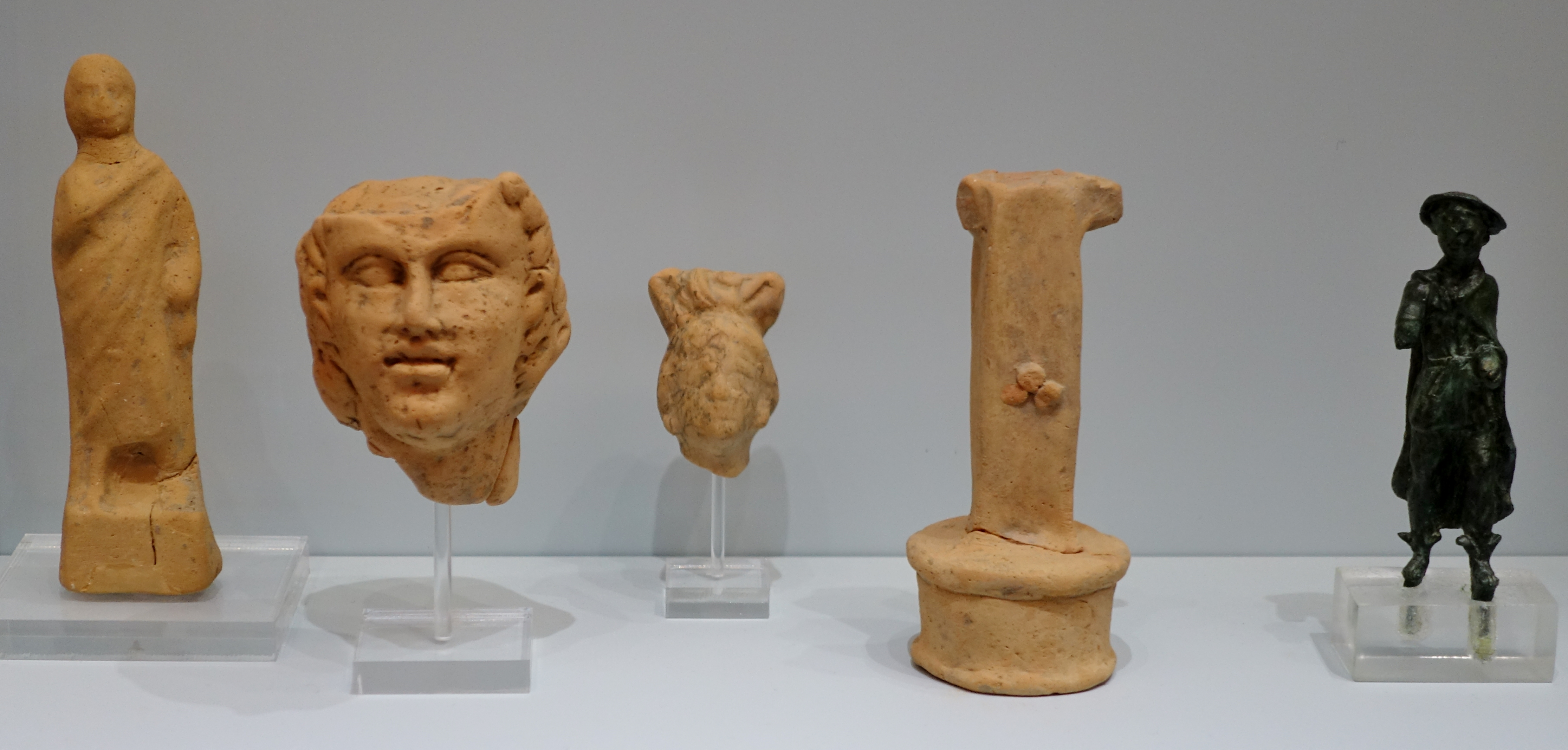
Hermesdarstellungen

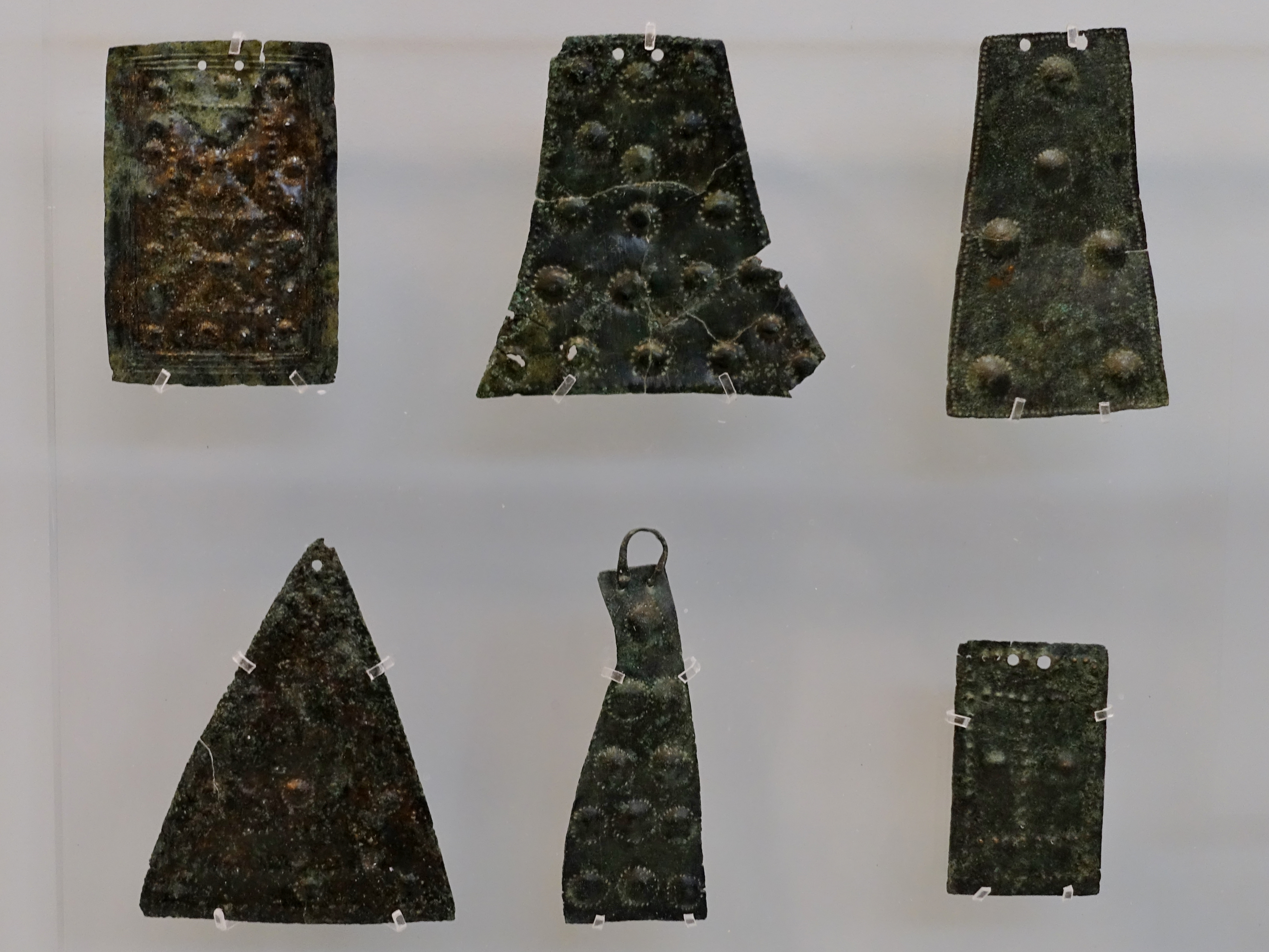
Modellschilde aus Bronze

Aus dem 5. Jahrhundert v. Chr. stammt eine Bronzeplatte, die Hermes darstellt. In den oberen, von einem Bulldozer bei den Straßenbauarbeiten zerstörten Schichten lagen der untere Teil einer Tonstatuette der Aphrodite, eine weitere von Hermes und eine Bronzefigur des Gottes mit einer kurzen Tunika mit Gürtel, Mantel, Petasos und geflügelten Sandalen. Die Funde werden der späthellenistischen Zeit zugeordnet. Weitere Fundstücke sind zahlreiche Tierfiguren aus Bronze und Ton, Miniaturvotivschilde aus Bronze, Schmuck und andere Gegenstände.
Die Verehrung von Natur- und Fruchtbarkeitsgottheiten im Heiligtum bei Symi wird durch eine römerzeitliche Inschrift belegt. Nahe der Oberfläche wurde 1973 eine Inschrift aus dem 3. Jahrhundert n. Chr. entdeckt mit einer Widmung an Hermes Kedritas (altgriechisch Ἑϱμῆς κεδϱῑ́της ‚Hermes der Zedern‘):
Diese Inschrift wurde früher als Hermes Dendrites (altgriechisch Ἑϱμῆς δενδϱίτης ‚Hermes der Bäume‘) gedeutet.
Den Parallelkult der Aphrodite bezeugt ein Graffito auf einer späthellenistischen Hydria. Dort steht: ]Ι ΑΦΡΟΔΙΤΑ. Die vollständige Inschrift lautete vielleicht [ΕΡΜΑ ΚΑ]Ι ΑΦΡΟΔΙΤΑ.
Die Funktion des Heiligtums an den Südhängen des Dikti-Gebirges könnte im Zusammenhang mit Initiationsritualen für junge Männer, kretischer Epheben, gestanden zu haben. Diese sind bei Strabon (10,4,21) beschrieben, der sich dabei auf Ephoros von Kyme beruft. Ein Philetor (‚Befreunder‘) „raubte“ den von ihm ausgesuchten Kleinos (‚Ruhmreicher‘) und begann mit ihm ein Liebesverhältnis. Zwei Monate lang jagten und speisten sie zusammen in einer beliebigen Gegend außerhalb der Stadt. In den Bergen führte der reife Mann den jüngeren ins Leben des Kriegers ein. Nach der Rückkehr erhielt der Kleinos in der Stadt einen Trinkbecher, ein Stole polemike genanntes Gewand und einen Stier, den er Zeus opferte.

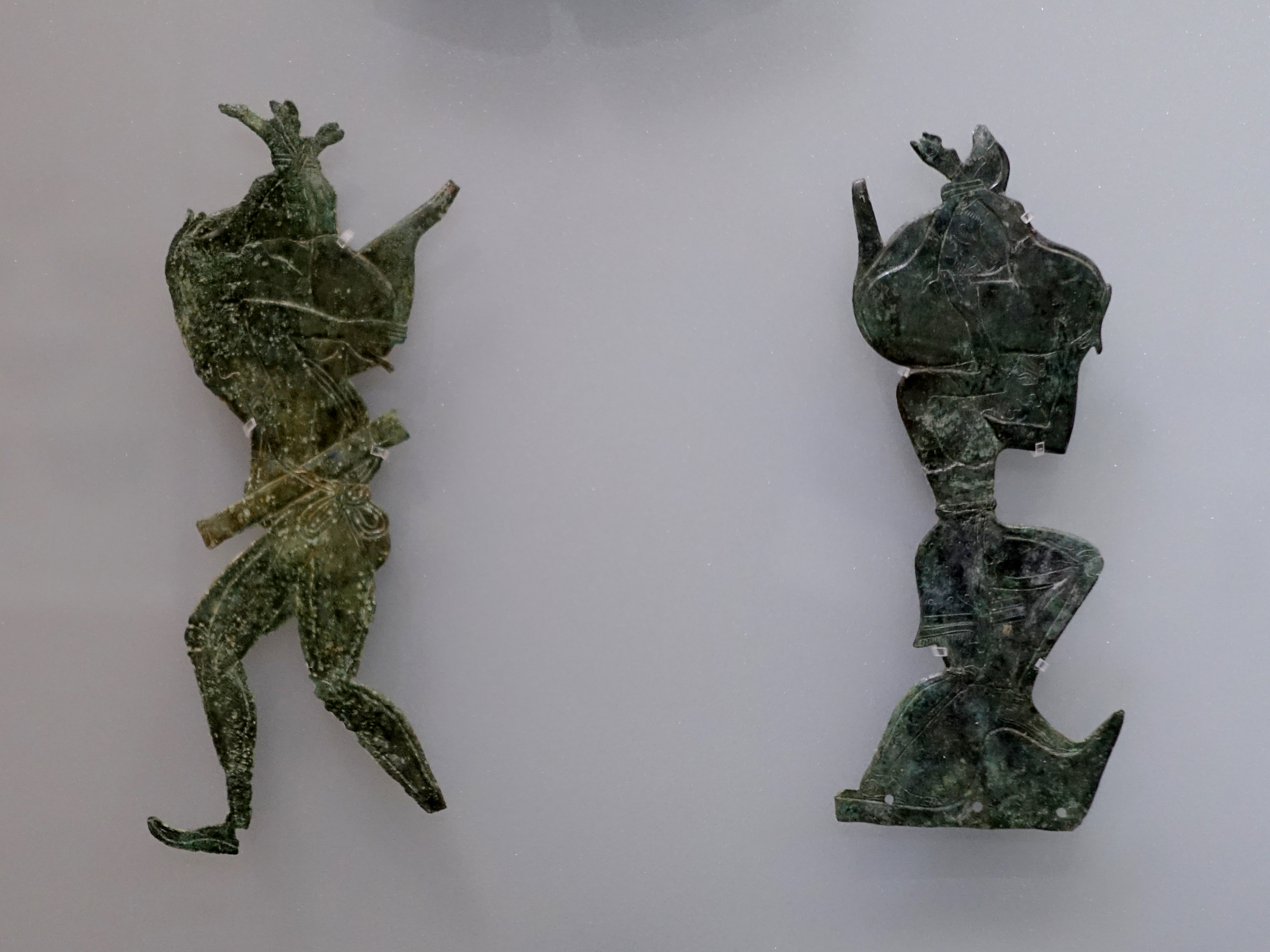
Darstellungen von Epheben mit Wildziegen

Im gebirgigen Grenzgebiet der Eschatia um das Heiligtum bei Symi scheinen Kriegsausbildung und Jagd der jungen Männer stattgefunden zu haben. Ein mystischer Raum, in dem der Ephebe als Ephebe starb, um als erwachsener Bürger wiedergeboren zu werden. Die im Heiligtum gefundenen, zu einem spezifischen ikonografischen Zyklus gehörenden Täfelchen aus dünnem Bronzeblech wurden von Besuchern an die Bäume gehängt. Die bartlos, nackt und mit langem Haar dargestellten Epheben jagten Wildziegen mit Pfeil und Bogen, die dann im Kultbezirk geopfert wurden. Beim Brandopfer bekam der Gott den ihm gehörenden Teil, während der Rest an die Freunde des Epheben verteilt wurde.
Das Übergangsritual der Männerweihe wurde wahrscheinlich von dorischen Stämmen eingeführt. Es handelte sich um eine streng reglementierte soziale Einrichtung, die die Epheben auf die Übernahme neuer Rollen als Bürger und Krieger vorbereitete. Die Verbindung zwischen Philetor und Kleinos bestand später als Gemeinschaft im Kampf fort, in dem die Jüngeren als „Danebengestellte“ bezeichnet wurden, das heißt als Nebenleute in der Schlacht.

### Nach dem Ende des Heiligtums
Bereits vor der flächendeckenden Christianisierung des Römischen Reiches erlebte das Heiligtum einen deutlichen Niedergang; das genaue Ende seiner religiösen Nutzung lässt sich aber nicht datieren. Zwischen dem 4. und dem 7. Jahrhundert n. Chr. entstand im Nordwesten der ausgegrabenen Fläche eine christliche Kapelle, die zu einem ungeklärten Punkt in diesem Zeitrahmen durch einen Neubau ersetzt wurde. Ein Grab im Umfeld dieses zweiten Kapellenbaus enthielt Keramik aus dem 9. bis 11. Jahrhundert. Davon abgesehen fanden sich nur vier Fundstücke aus mittelalterlicher Zeit, nämlich eine Scherbe aus mittelbyzantinischer Zeit und drei venezianische Münzen, die vermutlich nicht auf eine regelmäßige Nutzung des Areals hindeuten, sondern von zufälligen Besuchern stammen. Das Heiligtum wurde in dieser Zeit von Erdschichten überdeckt.